# 1036
| Calendário gregoriano                                                        | 1036 MXXXVI                                          |
| Ab urbe condita                                                              | 1789                                                 |
| Calendário arménio                                                           | 485 – 486                                            |
| Calendário bahá'í                                                            | -808 – -807                                          |
| Calendário budista                                                           | 1580                                                 |
| Calendário chinês                                                            | 3732 – 3733 Início a 30 de janeiro (aproximadamente) |
| Calendário copta                                                             | 752 – 753                                            |
| Calendário etíope                                                            | 1028 – 1029                                          |
| Calendários hindus - Vikram Samvat - Calendário nacional indiano - Cáli Iuga | 1091 – 1092 957 – 958 4136 – 4137                    |
| Calendário Holoceno                                                          | 11036                                                |
| Calendário islâmico                                                          | 427 – 428                                            |
| Calendário judaico                                                           | 4796 – 4797                                          |
| Calendário persa                                                             | 414 – 415                                            |
| Calendário rúnico                                                            | 1286                                                 |
| Calendário solar tailandês                                                   | 1579                                                 |

1036 (MXXXVI, na numeração romana) foi um ano bissexto do século XI do Calendário Juliano, da Era de Cristo, e as suas letras dominicais foram D e C (53 semanas), teve  início a uma quinta-feira e terminou a uma sexta-feira.
No território que viria a ser o reino de Portugal estava em vigor a Era de César que já contava 1074 anos.
| Ano completo                           |
| -------------------------------------- |
| Ano bissexto com início à quinta-feira |

## Mortes
- Go-Ichijo, 68º imperador do Japão.